# Ferry Tales
Ferry Tales ist ein amerikanischer Dokumentarfilm der aus Hamburg stammenden Regisseurin Katja Esson aus dem Jahr 2003.

## Filmtitel
Der deutsche Filmtitel ist identisch mit dem des englischen Originals.
Der Name setzt sich zusammen aus den englischen Wörtern für Fähre (ferry) und Geschichten (tales). Gleichzeitig ist er ein Wortspiel mit dem sehr ähnlich klingenden Wort fairy tales (englisch für Märchen), mit dem er auch mitunter verwechselt wird.

## Handlung
Der Film porträtiert eine Gruppe von New Yorker Pendlerinnen, die jeden Morgen mit der Staten Island Ferry nach Manhattan zur Arbeit fahren. Sie nutzen die etwa halbstündige Überfahrt, um sich im Damenklo der Fähre vor dem Spiegel für die Arbeit zurechtzumachen. Dazu begleitete Esson diese Frauen drei Monate während des morgendlichen Berufsverkehrs auf der Fahrt um 08:15 Uhr. Beim Schminken und Frisieren tauschen sie sich über Rassismus in der Arbeitswelt, Ehemänner, Freunde, Chefs und Sorgen mit den Kindern aus, aber auch über den neusten „Fährenklatsch“.
Produzentin Corinna Sager beschreibt den Film als „eine Hommage an New York und vor allem an die ganz normalen Frauen, die hier leben“.

## Hintergrund
Die Idee zu dem Film stammt von Cassis Birgit Staudt, der Komponistin des Soundtracks, die bei Dreharbeiten zu einem Musikvideo auf der Fähre die Frauen bemerkte.
Nachdem die Dreharbeiten bereits abgeschlossen waren, entschieden sich die Filmemacherinnen auf Grund der Terroranschläge am 11. September 2001 die Frauen nach ihren Erlebnissen an diesem Tag zu befragen und diese im Film zu dokumentieren.
Nach der Oscar-Nominierung besprach die New York Times am 21. Februar 2004 in ihrer New Yorker Ausgabe den Film auf dem Titel der Kulturseiten. Kurz danach kaufte der amerikanische TV-Sender HBO die Rechte an dem Film für 50.000 Dollar und überlegte aus der Idee eine Serie zu machen. Mit etwas Verzögerung wurde der Film auch zum Thema in den Feuilletons der überregionalen Zeitungen und Zeitschriften in Deutschland.

## Auszeichnungen
Oscar 2004
- Nominierung in der Kategorie Bester Dokumentar-Kurzfilm für Katja Esson